# Wilkasy (powiat olecki)
Wilkasy (niem. Willkassen) – wieś w Polsce położona w województwie warmińsko-mazurskim, w powiecie oleckim, w gminie Wieliczki. W latach 1975–1998 miejscowość należała administracyjnie do województwa suwalskiego.

## Historia
Wieś założona w 1505 roku na prawie magdeburskim. W roku 1508 wielki komtur, Szymon von Drahe, poświadczył, iż wielki mistrz Zakonu, Fryderyk, książę saski, sprzedał Pawłowi, Jerzemu i Janowi na prawie magdeburskim 15 włók między Sobolami a Niedźwiedzkimi. Tak powstały Wilkasy. W 1533 gospodarzyli w tej wsi Wojtek i Marczyk, w 1538 roku – Stańko, ojciec Urbana, w 1555 roku – Jakub Kowal, w 1616 roku Adam Kowalik.
W wieku XVIII posiadali czy też dzierżawili tę wieś Wierzbiccy (polska szlachta). U schyłku tegoż stulecia były już Wilkasy zamieszkane przez wolnych chłopów. W tymże czasie powstała tutaj szkoła. W roku 1935 zatrudniała ona jednego nauczyciela i jedną nauczycielkę, uczęszczało zaś do klas od pierwszej do czwartej 43 dzieci, a do klas od piątej do ósmej – 25 dzieci. W 1939 roku Wilkasy miały 420 mieszkańców.